# 食管炎
食管炎是一种以食管炎症为特征的疾病。食道由粘膜衬里、纵向和圆形平滑肌纤维组成。连接咽部和胃部；吞咽的食物和液体通常会通过。
食管炎可能无症状；也可引起上腹部和胸骨后灼痛，躺下或用力时明显；并且会使吞咽困难。食管炎最常见的病因是胃酸逆流进入食管下段：胃食管反流病。

## 症状和体征
食管炎的症状包括：
- 胃灼热 - 胸部中下部有烧灼感
- 恶心
- 吞咽困难 - 吞咽疼痛，食物难以通过或无法将通过食道
- 呕吐
- 腹痛
- 咳嗽

### 并发症
如果疾病仍未得到治疗，它可能会导致食道出现疤痕和不适。如果不让刺激愈合，食道炎会导致食道溃疡。食管炎可发展为巴雷特食管，并增加患食管癌的风险。

## 病因
食管炎不能传播。但感染性食管炎患者可以传播感染。食道炎可能由于多种原因而发展。胃食道逆流是食道炎的最常见原因，因为胃酸会从胃中回流，刺激食道内壁。
其他原因包括：
- 药物 - 可能导致食道损伤，从而导致食道溃疡[1]
  - 非甾体抗炎药——阿司匹林、萘普生钠和布洛芬。 已知会刺激胃肠道。
  - 抗生素——强力霉素和四环素
  - 奎尼丁
  - 双膦酸盐——用于治疗骨质疏松症
  - 类固醇
  - 氯化钾
- 碱性或酸性溶液造成的化学伤害
- 鼻胃管造成的身体伤害。
- 饮酒障碍——会磨损食道内壁。
- 克罗恩病——一种炎症性肠病和自身免疫性疾病，如果它攻击食道会导致食道炎。